# Snobergskogen
Snobergskogen är ett naturreservat i Sollefteå kommun i Västernorrlands län.
Området är naturskyddat sedan 2017 och är 32 hektar stort. Reservatet omfattar en brant västsluttning av  Älggårdshöjden med en bäck och myrområde längst nere. Reservatet består av grandominerad naturskog med inslag av tall och  björk.